# Alfa de la Corona Austral
Alfa de la Corona Austral (α Coronae Australis) és una estrella de la constel·lació de la Corona Austral. És coneguda com a 鱉六 (la sisena estrella del Riu de la Tortuga) en xinès.
Pertany a la classe espectral A2V i té una magnitud aparent de +4.10. Se situa a uns 130 anys llum de la Terra.